# Teoria do crescimento endógeno
A teoria do crescimento endógeno sustenta que o crescimento econômico é o resultado principalmente de forças endógenas e não exógenas (externas). A teoria do crescimento endógeno sustenta que o investimento em capital humano, inovação e conhecimento contribuem significativamente para o crescimento econômico. A teoria também se concentra em externalidades positivas e efeitos de transbordamento de uma economia baseada no conhecimento que levará ao desenvolvimento econômico. A teoria do crescimento endógeno sustenta principalmente que a taxa de crescimento de longo prazo de uma economia depende de medidas políticas. Por exemplo, subsídios para pesquisa e desenvolvimento ou educação aumentam a taxa de crescimento em alguns modelos de crescimento endógeno, aumentando o incentivo à inovação.

## Modelos
Em meados da década de 1980, um grupo de teóricos do crescimento tornou-se cada vez mais insatisfeito com relatos comuns de fatores exógenos como determinantes do crescimento de longo prazo. Esses modelos motivaram uma explicação que substituía a variável de crescimento exógeno (progresso técnico inexplicável) por um modelo no qual os principais determinantes do crescimento eram explícitos no modelo. O trabalho de Kenneth Arrow (1962), Hirofumi Uzawa (1965) e Miguel Sidrauski (1967) formaram a base para esta pesquisa. Paul Romer (1986), Robert Lucas (1988), Sérgio Rebelo (1991) e Ortigueira e Santos (1997), omitiram a mudança tecnológica; em vez disso, o crescimento desses modelos se deve ao investimento indefinido em capital humano, que tem um efeito transbordamento sobre a economia e reduz o retorno decrescente à acumulação de capital.
O modelo AK, que é o modelo endógeno mais simples, fornece uma taxa de poupança constante de crescimento endógeno e assume uma taxa de poupança constante e exógena. Ele modela o progresso tecnológico com um único parâmetro (geralmente A). Ele usa a suposição de que a função de produção não exibe retornos decrescentes de escala para levar ao crescimento endógeno. Várias razões para essa suposição foram dadas, tais como transbordamentos positivos do investimento de capital para a economia como um todo ou melhorias na tecnologia levando a melhorias adicionais. No entanto, a teoria do crescimento endógeno é apoiada por modelos nos quais os agentes determinam de forma otimizada o consumo e a poupança, otimizando a alocação de recursos para pesquisa e desenvolvimento, levando ao progresso tecnológico. Romer (1987, 1990) e contribuições significativas de Aghion e Howitt (1992) e Grossman e Helpman (1991) incorporaram mercados imperfeitos e P&D ao modelo de crescimento.

### Modelo AK
A função de produção do modelo AK é um caso especial de uma função de produção Cobb-Douglas: 
{\displaystyle Y=AK^{a}L^{1-a}\,}
Essa equação mostra uma função Cobb-Douglas em que Y representa a produção total em uma economia. A representa a produtividade total dos fatores, K é capital, L é trabalho e o parâmetro a mede a elasticidade de saída do capital. Para o caso especial em que {\displaystyle a=1}a=1, a função de produção torna-se linear no capital, retornando, assim, retornos constantes à escala:
{\displaystyle Y=AK}

## Versus teoria do crescimento exógeno
Nos modelos de crescimento neoclássicos, a taxa de crescimento de longo prazo é determinada exogenamente pela taxa de poupança (modelo Harrod-Domar) ou pela taxa de progresso técnico (modelo de Solow). No entanto, a taxa de poupança e taxa de progresso tecnológico permanecem inexplicadas. A teoria do crescimento endógeno tenta superar essa falha construindo modelos macroeconômicos a partir dos fundamentos microeconômicos. Considera-se que os agregados familiares maximizam a utilidade, estando sujeitos a restrições orçamentais, enquanto as empresas maximizam os lucros. A importância crucial é geralmente dada à produção de novas tecnologias e capital humano. O motor de crescimento pode ser tão simples como um retorno constante à escala da função de produção (como no modelo AK) ou incrementos mais complicados, com efeitos de transbordamento (externalidades positivas, benefícios que são atribuídos a custos de outras empresas), aumentando os números de bens, aumentando qualidades, etc.
Muitas vezes, a teoria do crescimento endógeno assume um produto marginal constante de capital no nível agregado, ou pelo menos que o limite do produto marginal do capital não tende para zero. Isso não implica que as empresas maiores serão mais produtivas do que as pequenas, porque, no nível da empresa, o produto marginal do capital ainda está diminuindo. Portanto, é possível construir modelos de crescimento endógeno com concorrência perfeita. No entanto, em muitos modelos de crescimento endógeno, a suposição de concorrência perfeita é relaxada, e acredita-se que algum grau de poder de monopólio exista. Geralmente o poder de monopólio nesses modelos vêm da manutenção de patentes. Estes são modelos com dois setores, produtores de produção final e um setor de P&D. O setor de P&D desenvolve ideias a partir das quais é concedido um poder de monopólio. Supõe-se que as empresas de P&D sejam capazes de gerar lucros monopolistas vendendo ideias para empresas de produção, mas a condição de entrada livre significa que esses lucros são dissipados nos gastos com P&D.

## Implicações
Uma implicação da teoria do crescimento endógeno é que as políticas que adotam abertura, competição, mudança e inovação são as que promoverão o crescimento. Por outro lado, as políticas que têm o efeito de restringir ou desacelerar a mudança, protegendo ou favorecendo determinadas indústrias ou firmas existentes, provavelmente, ao longo do tempo, retardarão o crescimento para a desvantagem da comunidade. Peter Howitt escreveu: 
 O crescimento econômico sustentado está em toda parte e é sempre um processo de transformação contínua. O tipo de progresso econômico desfrutado pelas nações mais ricas desde a Revolução Industrial não teria sido possível se as pessoas não tivessem sofrido mudanças violentas. As economias que deixam de se transformar estão destinadas a cair no caminho do crescimento econômico. Os países que mais merecem o título de “em desenvolvimento” não são os países mais pobres do mundo, mas os mais ricos. [Eles] precisam se engajar no processo interminável do desenvolvimento econômico, se quiserem gozar de prosperidade contínua. 

## Críticas
Uma das principais falhas das teorias de crescimento endógeno é a falha coletiva em explicar a convergência condicional relatada na literatura empírica.
Outra crítica frequente diz respeito à premissa fundamental de retornos decrescentes para o capital. Stephen Parente afirma que nova teoria do crescimento provou ser mais bem sucedida do que a teoria do crescimento exógeno para explicar a divergência de renda entre o desenvolvimento e os países já desenvolvidos (apesar disso ser geralmente mais complexo).
Paul Krugman criticou a teoria do crescimento endógeno como quase impossível de ser verificada por evidências empíricas; “Muito disso envolvia fazer suposições sobre como coisas imensuráveis afetavam outras coisas imensuráveis.” 

## Leitura complementar
- Acemoglu, Daron. «Endogenous Technological Change». Introduction to Modern Economic Growth. [S.l.: s.n.] ISBN 978-0-691-13292-1  Acemoglu, Daron. «Endogenous Technological Change». Introduction to Modern Economic Growth. [S.l.: s.n.] ISBN 978-0-691-13292-1  Acemoglu, Daron. «Endogenous Technological Change». Introduction to Modern Economic Growth. [S.l.: s.n.] ISBN 978-0-691-13292-1
- Barro, Robert J.; Sala-i-Martin, Xavier. «One-Sector Models of Endogenous Growth». Economic Growth. [S.l.: s.n.] ISBN 978-0-262-02553-9  Barro, Robert J.; Sala-i-Martin, Xavier. «One-Sector Models of Endogenous Growth». Economic Growth. [S.l.: s.n.] ISBN 978-0-262-02553-9  Barro, Robert J.; Sala-i-Martin, Xavier. «One-Sector Models of Endogenous Growth». Economic Growth. [S.l.: s.n.] ISBN 978-0-262-02553-9
- Farmer, Roger E. A. «Endogenous Growth Theory». Macroeconomics. [S.l.: s.n.] ISBN 978-0-324-12058-5  Farmer, Roger E. A. «Endogenous Growth Theory». Macroeconomics. [S.l.: s.n.] ISBN 978-0-324-12058-5  Farmer, Roger E. A. «Endogenous Growth Theory». Macroeconomics. [S.l.: s.n.] ISBN 978-0-324-12058-5
- Romer, David. «Endogenous Growth». Advanced Macroeconomics. [S.l.: s.n.] ISBN 978-0-07-351137-5  Romer, David. «Endogenous Growth». Advanced Macroeconomics. [S.l.: s.n.] ISBN 978-0-07-351137-5  Romer, David. «Endogenous Growth». Advanced Macroeconomics. [S.l.: s.n.] ISBN 978-0-07-351137-5